# Jüdischer Kulturbund

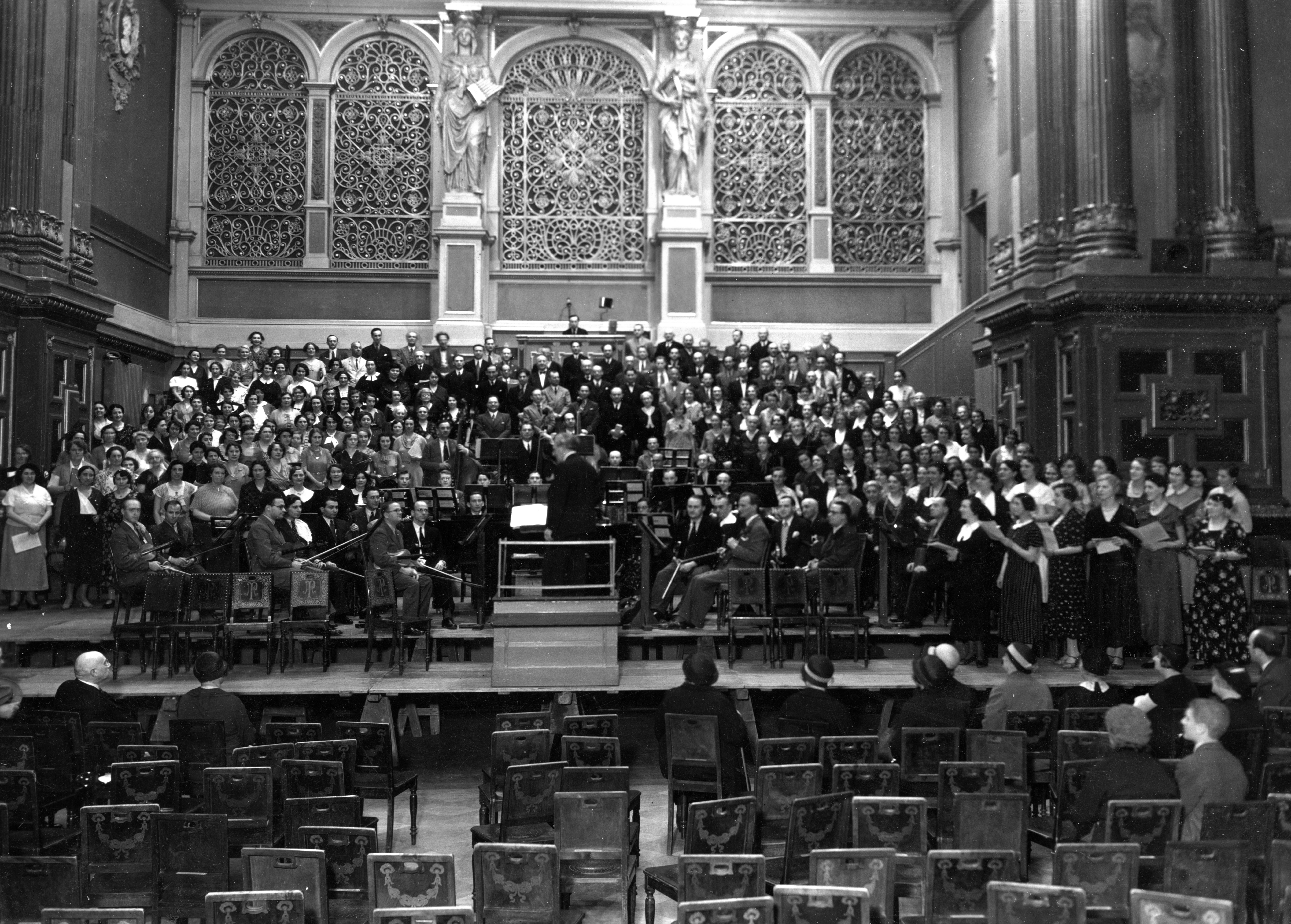
Het orkest van de Jüdischer Kulturbund met vooraan dirigent Kurt Singer (1934).

De Jüdischerer Kulturbund, ook bekend onder de afkorting Kubu, werd in 1933 opgericht om Duitse Joden te helpen die werkloos waren geworden nadat de naziregime een beroepsverbod had opgelegd voor Joden binnen de cultuursector. Op het hoogtepunt telde de Kulturbund zo'n zeventigduizend leden.

## Geschiedenis
De Jüdischer Kulturbund werd in 1933 in Berlijn opgericht door Kurt Singer (1888-1944) en de Nederlander Werner Levie (1903-1945). In veel andere plaatsen volgden Joden het voorbeeld van Berlijn. Naast de Duitse hoofdstad was met name de afdeling in Hamburg was zeer actief. In 1935 waren er 36 regionale afdelingen. Oorspronkelijk droeg de organisatie de naam Kulturbund Deutscher Juden, maar het woord Deutsch werd in opdracht van de naziautoriteiten in april 1935 geschrapt. Daarna werd de naam Jüdischer Kulturbund.
De Kulturbund organiseerde onder andere concerten, lezingen en tentoonstellingen. De optredens vonden plaats op speciaal daarvoor aangewezen locaties. Dankzij de Kulturbund kon een aantal kunstenaars alsnog in haar levensonderhoud voorzien, ondanks dat het geen vetpot was. De Kulturbund viel onder het ministerie van Voorlichting en Propaganda. Landelijke voorstellingen waren onderworpen aan censuur van de Gestapo. De bij de Kulturbund aangesloten kunstenaars deden ook aan zelfcensuur, om geen reactie van de nazi's uit te lokken. Voor niet-Joden was het verboden om bijeenkomsten van de Kulturbund bij te wonen. Ook werd er na verloop van tijd steeds minder vaak toestemming gegeven om te putten uit het werk van componisten en auteurs die als Duits bekend stonden.
De Kulturbund werd getroffen door de vlucht van veel belangrijke kunstenaars. Na de Kristallnacht in november 1938 werden de meeste locaties van de Kulturbund gesloten. De Kulturbund in Berlijn kreeg van Joseph Goebbels vanwege propagandaredenen toestemming door te gaan met haar activiteiten. Twee jaar later, op 11 september 1941, werd de organisatie door de Duitsers ontbonden. Veel leden, waaronder Singer en Levie, vonden de dood in de Duitse concentratiekampen.